# Liste des membres fondateurs de l'Organisation des Nations unies
Les membres fondateurs de l'Organisation des Nations unies sont les pays ayant signé la charte de l'organisation avant le 24 octobre 1945,  même s'ils l'ont ratifiée plus tard. Cinquante États la signent le 26 juin 1945, après les délibérations de la Conférence de San Francisco, auxquels s'ajoute la Pologne qui signe le 15 octobre.
Décidée par les vainqueurs de la Seconde Guerre mondiale lors  conférences de Dumbarton Oaks et de Yalta, l’Organisation des Nations unies est créée officiellement le 24 octobre 1945. Elle a pour objectif d’assurer la paix du monde et de protéger les droits de l’Homme dans le monde entier. La charte, qui définit l’organisation et les buts de l’ONU, dispose que tout État pacifique s’engageant à la respecter peut appartenir de l’organisation.

## Membres fondateurs
Les cinq membres permanents du Conseil de Sécurité sont indiqués par CS. Les 5 États fondateurs non indépendants au moment des signatures et ratifications de la Charte par leurs États sont indiqués par un astérisque (*)
. Tous les membres fondateurs ont ratifié la Charte en 1945.
| Membre fondateur       | Date de ratification si après le 24 octobre | Note  |
| Afrique du Sud         | 7 novembre                                  |       |
| Arabie saoudite        |                                             |       |
| Argentine              |                                             |       |
| Australie              | 1er novembre                                |       |
| Belgique               | 27 décembre                                 |       |
| Biélorussie*           |                                             |       |
| Bolivie                | 14 novembre                                 |       |
| Brésil                 |                                             |       |
| Canada                 | 9 novembre                                  |       |
| Chili                  |                                             |       |
| République de ChineCS  |                                             | [ 2 ] |
| Colombie               | 5 novembre                                  |       |
| Costa Rica             | 2 novembre                                  |       |
| Cuba                   |                                             |       |
| Danemark               |                                             |       |
| République dominicaine |                                             |       |
| Égypte                 |                                             |       |
| Équateur               | 21 décembre                                 |       |
| États-UnisCS           |                                             |       |
| Éthiopie               | 13 novembre                                 |       |
| FranceCS               |                                             |       |
| Grèce                  | 25 octobre                                  |       |
| Guatemala              | 21 novembre                                 |       |
| Haïti                  |                                             |       |
| Honduras               | 17 décembre                                 |       |
| Inde*                  | 30 octobre                                  |       |
| Irak                   | 21 décembre                                 |       |
| Iran                   |                                             |       |
| Liban                  |                                             |       |
| Liberia                | 2 novembre                                  |       |
| Luxembourg             |                                             |       |
| Mexique                | 7 novembre                                  |       |
| Nicaragua              |                                             |       |
| Norvège                | 27 novembre                                 |       |
| Nouvelle-Zélande       |                                             |       |
| Panama                 | 13 novembre                                 |       |
| Paraguay               |                                             |       |
| Pays-Bas               | 10 décembre                                 |       |
| Pérou                  | 31 octobre                                  |       |
| Philippines*           |                                             |       |
| Pologne                |                                             | [ 3 ] |
| Royaume-UniCS          |                                             |       |
| Salvador               |                                             |       |
| Syrie*                 |                                             |       |
| Tchécoslovaquie        |                                             | [ 4 ] |
| Turquie                |                                             |       |
| Ukraine*               |                                             |       |
| Union soviétiqueCS     |                                             | [ 5 ] |
| Uruguay                | 18 décembre                                 |       |
| Venezuela              | 15 novembre                                 |       |
| Yougoslavie            |                                             | [ 6 ] |